# Ahuachapán
El municipi d'Ahuachapán és la capital del departament d'Ahuachapán i una de les ciutats més importants de la zona occidental d'El Salvador.

## Dades bàsiques
- L'extensió del seu terme municipal és de 244,84 km².
- La seva població és de 116,948 habitants (estimació de 2013).
- Fundació: 9 de febrer de 1869
- Densitat: 477 hab/km².

## Orígens
Ahuachapán va ser fundada al segle v per indis maies de la tribu pokomames, i sotmesa al segle xv per bel·licosos pipiles dels izalcos.
Gradualment la regió va ser envaïda pels blancs.
L'11 de febrer de 1862 va obtenir el seu títol de ciutat, i el 9 de febrer de 1869 va obtenir el títol de capital departamental.

## Geografia
El municipi d'Ahuachapán està situat a 100 km de distància de la ciutat cabdal San Salvador, està limitat al nord per San Lorenzo i la República de Guatemala; a l'est per San Lorenzo, Atiquizaya i Torí; al sud per Juayúa (Departament de Sonsonate), Apaneca, Concepción d'Ataco i Tacuba; i a l'oest per la República de Guatemala. El clima d'aquest municipi varia entre calorós cap al nord i l'occident, on hi ha moltes planes i el clima és benèvol per plantar cereals; i fresc i temperat cap al sud i l'orient de la ciutat d'Ahuachapán, on s'inicia una cadena muntanyenca les terres de la qual són molt propícies per al cultiu del cafè.

## Hidrografia
El principal riu és el riu Paz, posseeix la Laguna el Espino. Posseeix també altres rius i rierols. El riu Paz serveix de frontera natural entre El Salvador i Guatemala.

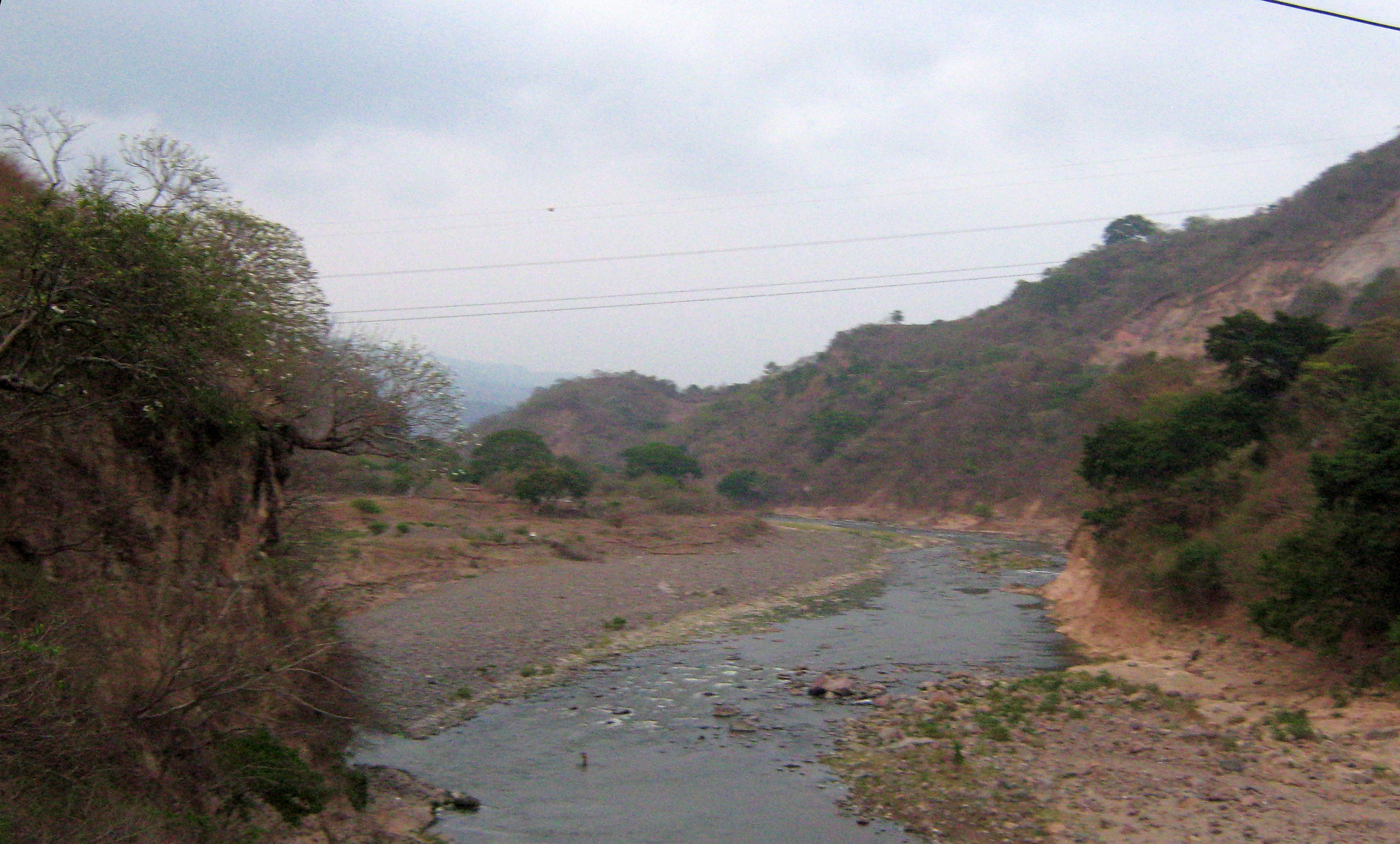
El riu Paz.

## Divisió administrativa
Para la seva administració, el municipi es divideix en 28 cantons
- Ashapuco
- Chancuyo
- Chipilapa
- Cuyanausul
- El Anonal
- El Junquillo
- El Roble
- El Tigre
- El Barro
- Guayaltepec
- La Coyotera
- La Danta
- La Montañita
- Las Chinamas (Lloc Fronterer)
- Llano de Doña María
- Llano de La Laguna o El Espino
- Loma de La Gloria
- Los Huatales
- Los Magueyes
- Los Toles
- Nejapa
- Palo Pique
- Río Frío
- San Lázaro
- San Ramón
- Santa Cruz
- Santa Rosa Acacalco
- Suntecumat
- Tacubita